# Højklev
Højklev (på tysk: Holnis Kliff) er en klint beliggende på halvøen Holnæs vestlige kystlinje i Flensborg Fjord i det nordlige Angel i Sydslesvig. På fjordens modsatte bred ligger bebyggelsen Sandager på halvøen Sundeved. Holnæs klint hører administrativ under Lyksborg kommune i den nordtyske delstat Slesvig-Holsten. I den danske tid hørte klinten under Munkbrarup Sogn i Munkbrarup Herred. Klinten er op til 20 meter høj. Den er første gang dokumenteret 1781.